# Campionati francesi di sci alpino 1994
Ai Campionati francesi di sci alpino 1994 furono assegnati i titoli di discesa libera, supergigante, slalom speciale e combinata, sia maschili sia femminili, e di slalom gigante femminile.
Trattandosi di competizioni valide anche ai fini del punteggio FIS, vi parteciparono anche sciatori di altre federazioni, senza che questo consentisse loro di concorrere al titolo nazionale francese.

## Risultati
| Specialità      | Uomini          | Donne                    |
| --------------- | --------------- | ------------------------ |
| Discesa libera  | Luc Alphand     | Florence Masnada         |
| Supergigante    | Ian Piccard     | Sophie Lefranc-Duvillard |
| Slalom gigante  | non assegnato   | Leïla Piccard            |
| Slalom speciale | Sébastien Amiez | Patricia Chauvet         |
| Combinata       | Yves Dimier     | Florence Masnada         |